# Andreas Gregor

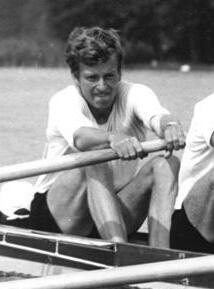
Andreas Gregor, 1982

Andreas Gregor (* 27. April 1955 in Dresden) ist ein ehemaliger Steuermann im Rudersport. 1980 wurde Gregor mit der Mannschaft der Deutschen Demokratischen Republik (DDR) Olympiasieger im Vierer mit Steuermann.

## Leben
Andreas Gregor trainierte beim SC Einheit Dresden unter Hans Eckstein. 1977 wurde er Steuermann des Dresdner Vierers mit Ullrich Dießner, Gottfried Döhn, Walter Dießner und Dieter Wendisch, der in dieser Besetzung 1977 und 1978 die Weltmeisterschaft gewann. 1979 konnten sich nur die Dießners für die Weltmeisterschaft qualifizieren, aber 1980 war das Dresdner Boot der Jahre 1977 und 1978 wieder zusammen und gewann bei den Olympischen Spielen in Moskau, wobei sie im Ziel viereinhalb Sekunden Vorsprung auf das sowjetische Boot hatten. Für diesen Erfolg wurde er mit dem Vaterländischen Verdienstorden in Silber ausgezeichnet.
Nachdem 1981 eine Renngemeinschaft aus Potsdam und Magdeburg für die DDR antrat und auch bei der Weltmeisterschaft siegte, fuhr 1982 eine Crew mit Ruderern aus Dresden und Rostock bei der Weltmeisterschaft. Neben Ullrich Dießner und Andreas Gregor saßen Ulrich Kons, Hans Sennewald und Thomas Greiner in diesem Boot, das den Weltmeistertitel 1982 gewinnen konnte. 1983 bildeten die drei Dresdner Ullrich Dießner, Thomas Greiner und Andreas Gregor einen Zweier mit Steuermann, der auf Anhieb den Weltmeistertitel erkämpfte.
Andreas Gregor ist gelernter Zerspanungsfacharbeiter. Nach der Wende arbeitete er als Bootsbauer und Hausmeister beim Olympiastützpunkt Dresden.

## Erfolge im Überblick

### Olympische Spiele
- 1980: Gold Vierer mit Steuermann

### Weltmeisterschaften
- 1977: Gold Vierer mit Steuermann
- 1978: Gold Vierer mit Steuermann
- 1982: Gold Vierer mit Steuermann
- 1983: Gold Zweier mit Steuermann